# El regreso del monstruo
Pour plus de détails, voir Fiche technique et Distribution.
El regreso del monstruo (en français Le Retour du monstre) est un film mexicain réalisé par Joselito Rodríguez, sorti en 1959.
Il est la suite du film El Zorro escarlata en la venganza del ahorcado de Rafael Baledón. Luis Aguilar y reprend son rôle du Zorro escarlata.
Le film est divisé en trois épisodes : « El Doctor infernal » (Le Docteur infernal), « El esqueleto viviente » (Le Squelette vivant) et le titre du troisième est inconnu.

## Synopsis
Le Docteur Kracken, un scientifique fou, cherche le secret de la vie éternelle. Il découvre un squelette animé parlant qui s'avère être la sorcière déjà aperçue dans le film précédent. Kracken l'aide à ranimer son monstrueux fils et cherche un moyen pour lui rendre son corps. Pour leurs expériences, ils envoient le monstre enlever de jeunes femmes.
Pendant ce temps, Luis et son ami Pascual arrivent dans la ville de San Miguel. Ils y rencontrent la belle Teresita Morántes qui cherche son père disparu, le Docteur Joaquín Morántes. Luis cherche à l'aider mais pour pouvoir enquêter sur les enlèvements et évènements étranges en tant qu'El Zorro, il se fait passer pour un lâche fuyant tout affrontement...

## Fiche technique
- Titre original : El regreso del monstruo
- Titre anglais ou international : The Return of the Monster ou Zorro vs. The Teenage Monster (lors de sa sortie DVD)[4]
- Réalisation : Joselito Rodríguez
- Scénario : Luis Manrique, Antonio Orellana, Fernando Osés
- Photographie : Carlos Nájera
- Son : Consuelo Rodriguez
- Musique : Enrique Rodríguez[5]
- Production : Luis Manrique
- Société(s) de production : Filmadora Méxicana
- Pays d’origine :  Mexique
- Langue originale : espagnol
- Format : noir et blanc — 35 mm — son Mono
- Genre : action, horreur, science-fiction
- Durée : 63 minutes
- Dates de sortie :
  - Mexique : 12 août 1959

## Distribution
- Luis Aguilar : Luis, alias El Zorro Escarlata
- Tere Velázquez : Teresita Morántes (sous le nom de Teresita Velázquez)
- Jaime Fernández : Don Esteban D'Orgaz
- Pascual García Peña : Pascual Delgadillo
- Arturo Martínez : Dr. Kracken
- Fanny Schiller : La sorcière / doña Rebeca (Fany Shiler)
- Yolanda del Valle : Josefita
- Roger López : Commandant
- Trío Los Mexicanos : Trío
- Sergio Murrieta : Sergio
- Agustín Fernández : Román (non crédité)
- Fernando Osés : le double d'El Zorro Escarlata
- Emilio Garibay : Felipe, homme de main de Kracken (non crédité)
- Vicente Lara : homme de main de Kracken (non crédité)
- Antonio Leo : homme de main de Kracken (non crédité)
- Carlos León : homme de main de Kracken (non crédité)
- Salvador Lozano : Docteur Joaquín Morántes (non crédité)
- Pedro Padilla : Client au restaurant (non crédité)
- Fernando Yapur : Pantaleón (non crédité)